# Tapinocyboides
Tapinocyboides là một chi nhện trong họ Linyphiidae.